# El asesino ciego
El asesino ciego (título original The Blind Assassin) es una novela premiada de la autora canadiense Margaret Atwood. En un primer momento fue publicada por McClelland and Stewart en el año 2000. La novela se desarrolla en Canadá y se narra desde el presente, haciendo referencias constantes a distintos momentos del siglo XX. Pasado inmediato y remoto se dan la mano y los hechos acontecidos aparecen entrelazados.

## Premios
Esta novela ganó el prestigioso premio canadiense Booker Prize  y el Dashiell Hammett Prize en el año 2000. También fue nominado para el prestigioso premio Governor General's Award en el año 2000 Orange Prize for Fiction (premio Naranja de Ficción), y el premio internacional  International IMPAC Dublin Literary Award en el año 2002.

## Argumento
La novela se centra en la historia de la protagonista, Iris Chase, y su hermana Laura, que se suicidó inmediatamente después de que finalizar la Segunda Guerra Mundial. Iris, ahora anciana, evoca los recuerdos de su vida, las relaciones de su niñez, de su juventud y de su madurez así como su fracasado matrimonio con el empresario Richard Griffen, eterno rival de la empresa de su padre. Entrelazada con la historia que se cuenta en la novela hay otra novela atribuida a Laura y publicada por Iris sobre Alex Thomas, un joven radical autor de una revista política de ciencia ficción que mantiene una ambigua relación con ambas hermanas. Pero esta novela contiene en sí misma una historia dentro de la historia, una historia de ciencia ficción que a su vez es contada por el compañero de ficción de Alex a la protagonista de esta novela.  
La novela aparece como si de una revelación se tratara, iluminando tanto la juventud de Iris como su ancianidad antes de que sucedieran los hechos de tanta importancia para ella y su hermana en los momentos previos al desencadenamiento de la Segunda Guerra Mundial. Según va avanzando la novela va resultando más palpable que la historia dentro de la historia que en ella se narra está inspirada en hechos reales resultando evidente que la historia que revela Laura, sino que finalmente se ve que es revelada por Iris y que la novela dentro de la novela es, por tanto,  la novela de la propia protagonista.
La novela se desarrolla en el Puerto de Ticonderoga, dentro de un Ontario de ficción y abarca el período de los años 30 y 40 en Toronto. Es una obra de ficción histórica de los acontecimientos más importantes que sucedieron en la historia de Canadá durante estos años. Retazos de noticias de periódicos fechados sumergen al lector en los diarios de la época. También aparecen en ellos comentarios acerca de los personajes de la novela debido a su pertenencia a la clase relevante del momento.

## Premio Booker
| Predecesor                | Premios de El asesino ciego | Sucesor                                                   |
| ------------------------- | --------------------------- | --------------------------------------------------------- |
| Desgracia de John Coetzee | Premio Booker (2000)        | La verdadera historia de la banda de Kelly de Peter Carey |